# Эльхофен
Эльхофен (нем. Ellhofen) — община в Германии, в земле Баден-Вюртемберг. 
Подчиняется административному округу Штутгарт. Входит в состав района Хайльбронн. Подчиняется управлению „Раум Вайнсберг“.  Население составляет 3328 человек (на 31 декабря 2010 года). Занимает площадь 5,86 км².

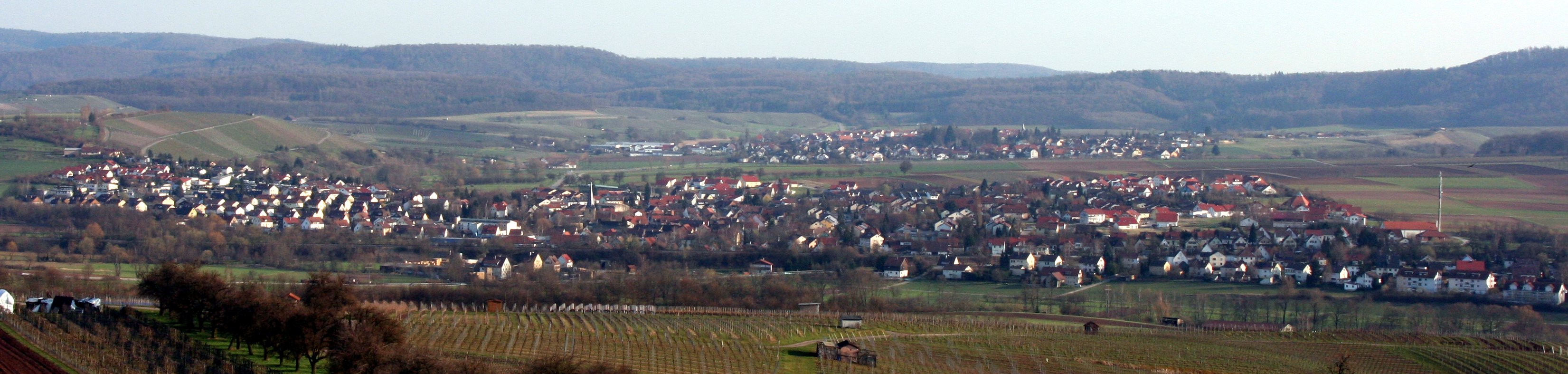
Эльхофен